# عرب الأطاولة (سوهاج)
قرية عرب الأطاولة هي إحدى القرى التابعة لمركز أخميم بمحافظة سوهاج في جمهورية مصر العربية. حسب إحصاءات سنة 2006، بلغ إجمالي السكان في عرب الأطاولة 20690 نسمة، منهم 11702 رجل و8988 امرأة.